# 1978年南非总统选举
1978年南非总统选举是一次南非的总统选举。1978年8月21日南非总统尼古拉斯·约翰内斯·迪德里希斯去世后，南非举行新总统选举以选举新总统。
参选候选人有：由执政党的国民党的前总理约翰·沃斯特与新共和党的前統一黨党魁德·維利爾斯·赫拉夫与进步联邦党的威特沃特斯兰德大学副校长吉里诺·博佐利。选举结果为，约翰·沃斯特以173票赞成、31票反对胜选，1978年10月10日任职。